# Kirchenthumbach
Kirchenthumbach település Németországban, azon belül Bajorországban. Lakosainak száma 3237 fő (2023. december 31.).

## Népesség
A település népessége az elmúlt években az alábbi módon változott:
| Lakosok száma | 732  | 2296 | 2549 | 3402 | 3271 | 3270 | 3256 | 3233 | 3225 | 3237 |
|               | 1875 | 1950 | 1975 | 1987 | 2012 | 2014 | 2016 | 2017 | 2021 | 2023 |